# 3764 Holmesacourt
A 3764 Holmesacourt (ideiglenes jelöléssel 1980 TL15) a Naprendszer kisbolygóövében található aszteroida. Perthi Obszervatórium fedezte fel 1980. október 10-én.